# Jillian Weir
Jillian Lydia Anne Weir (* 9. Februar 1993 in Menlo Park) ist eine kanadische Leichtathletin, die sich auf den Hammerwurf spezialisiert hat. Sie ist die Tochter des ehemaligen britischen Diskus- und Hammerwerfers Robert Weir.

## Sportliche Laufbahn
Erste Erfahrungen bei internationalen Meisterschaften sammelte Jillian Weir im Jahr 2012, als sie bei den Juniorenweltmeisterschaften in Barcelona mit einer Weite von 13,41 m in der Kugelstoßqualifikation ausschied. Im Jahr darauf nahm sie im Hammerwurf an der Sommer-Universiade in Kasan teil, brachte dort aber keinen gültigen Versuch zustande. 2014 gewann sie bei den NACAC-U23-Meisterschaften in Kamloops mit 63,85 m die Silbermedaille hinter der US-Amerikanerin Brooke Pleger. 2017 steigerte sie ihre Bestleistung auf 72,50 m und qualifizierte sich damit für die Weltmeisterschaften in London, verpasste dort aber ohne einen gültigen Versuch den Finaleinzug. Im Jahr darauf brachte sie auch bei den Commonwealth Games im australischen Gold Coast keinen gültigen Versuch zustande, gewann dann aber im August bei den NACAC-Meisterschaften in Toronto mit einem Wurf auf 71,96 m die Silbermedaille hinter der US-Amerikanerin DeAnna Price. 2019 nahm sie an den Panamerikanischen Spielen in Lima teil und klassierte sich dort mit 65,41 m auf dem achten Platz. 2021 startete sie dann bei den Olympischen Spielen in Tokio, verpasste dort aber mit 68,68 m den Finaleinzug.
2022 belegte sie bei den Weltmeisterschaften in Eugene mit 72,41 m im Finale den fünften Platz und anschließend gewann sie bei den Commonwealth Games in Birmingham mit 67,35 m die Bronzemedaille hinter ihrer Landsfrau Camryn Rogers und der Neuseeländerin Julia Ratcliffe. Daraufhin sicherte sie sich bei den NACAC-Meisterschaften in Freeport mit 66,20 m die Bronzemedaille hinter den US-Amerikanerinnen Janee' Kassanavoid und Brooke Andersen. Im Jahr darauf schied sie bei den Weltmeisterschaften in Budapest mit 67,48 m in der Qualifikationsrunde aus.
2018 wurde Weir kanadische Meisterin im Hammerwurf. Sie absolvierte ein Studium für Social science economics an der University of Oregon in Eugene.